# Pallacanestro Biella 2009-2010
Questa voce raccoglie le informazioni riguardanti la Pallacanestro Biella nelle competizioni ufficiali della stagione 2009-2010.

## Stagione
La stagione 2009-2010 della Pallacanestro Biella sponsorizzata Angelico, è la 9ª nel massimo campionato italiano di pallacanestro, la Serie A.
All'inizio della nuova stagione la Lega Basket decise di modificare il regolamento riguardo al numero di giocatori stranieri da schierare contemporaneamente in campo. Si potevano iscrivere a referto 6 giocatori stranieri di cui massimo 3 non appartenenti a Paesi appartenenti alla FIBA Europe.

## Roster
Aggiornato al 11 gennaio 2021.
| Angelico Biella 2009-2010 | Angelico Biella 2009-2010 |
| Giocatori                 | Staff tecnico             |
| ------------------------- | ------------------------- |

| N. | Naz.                   | Ruolo | Nome              | Anno | Alt.   | Peso   |  |
| -- | ---------------------- | ----- | ----------------- | ---- | ------ | ------ |  |
| 6  | Germania (bandiera)    | AG    | Sven Schultze     | 1978 | 208 cm | 110 kg |  |
| 7  | Italia (bandiera)      | AP    | Matteo Soragna    | 1975 | 198 cm | 100 kg |  |
| 8  | Italia (bandiera)      | A     | Eric Lombardi     | 1993 | 200 cm | 94 kg  |  |
| 10 | Stati Uniti (bandiera) | G     | Dominique Coleman | 1984 | 190 cm | 80 kg  |  |
| 11 | Italia (bandiera)      | G     | Andrea Maggiotto  | 1988 | 194 cm |        |  |
| 12 | Francia (bandiera)     | P     | Carl Ona Embo     | 1989 | 188 cm | 85 kg  |  |
| 13 | Italia (bandiera)      | AC    | Luca Garri        | 1982 | 206 cm | 110 kg |  |
| 15 | Serbia (bandiera)      | AG    | Vanja Plisnić     | 1980 | 206 cm | 108 kg |  |
| 18 | Italia (bandiera)      | PG    | Massimo Chessa    | 1988 | 188 cm | 80 kg  |  |
| 20 | Stati Uniti (bandiera) | PG    | Joe Smith         | 1977 | 193 cm | 94 kg  |  |
| 21 | Italia (bandiera)      | G     | Pietro Aradori    | 1988 | 194 cm | 95 kg  |  |
| 22 | Regno Unito (bandiera) | AC    | Kieron Achara     | 1983 | 208 cm | 108 kg |  |
| 23 | Stati Uniti (bandiera) | G     | Fred Jones        | 1979 | 188 cm | 100 kg |  |
| 24 | Stati Uniti (bandiera) | G     | Trey Johnson      | 1984 | 196 cm | 90 kg  |  |
| 30 | Porto Rico (bandiera)  | G     | Guillermo Díaz    | 1985 | 188 cm | 88 kg  |  |
| 44 | Stati Uniti (bandiera) | C     | Pervis Pasco      | 1980 | 206 cm | 110 kg |  |
| -  | Italia (bandiera)      | P     | Marco Ceccarelli  | 1991 |        |        |  |
| -  | Italia (bandiera)      | A     | Niccolò De Vico   | 1994 | 198 cm | 88 kg  |  |
| -  | Italia (bandiera)      | AP    | Cheikh Favario    | 1991 |        |        |  |
| -  | Italia (bandiera)      | C     | Matteo Quarta     | 1992 | 204 cm |        |  |

| Allenatore                                                                  |
| - Luca Bechi                                                                |
| Assistente/i                                                                |
| - Massimo Galli Legenda - (C) Capitano - (IN) Inattivo - Infortunato Roster |

## Mercato

### Sessione estiva
| Acquisti | Acquisti         | Acquisti             | Acquisti      | Acquisti |
| R.       | Nome             | da                   | Modalità      |          |
| -------- | ---------------- | -------------------- | ------------- | -------- |
| G        | Fred Jones       | L.A. Clippers        | definitivo    |          |
| PG       | Massimo Chessa   | Dinamo Sassari       | definitivo    |          |
| AC       | Kieron Achara    | Fortitudo Bologna    | definitivo    |          |
| C        | Pervis Pasco     | Ostenda              | definitivo    |          |
| AG       | Sven Schultze    | Junior Casale        | definitivo    |          |
| AP       | Matteo Soragna   | Pall. Treviso        | definitivo    |          |
| P        | Carl Ona Embo    | Rosalía de Castro    | fine prestito |          |
| AG       | Vanja Plisnić    | Ural Great Perm'     | definitivo    |          |
| G        | Andrea Maggiotto |                      | definitivo    |          |
| A        | Niccolò De Vico  | Forti e Liberi Monza | definitivo    |          |
| AP       | Guido Rosselli   | Pistoia Basket       | fine prestito |          |

| Cessioni | Cessioni         | Cessioni           | Cessioni       | Cessioni |
| R.       | Nome             | a                  | Modalità       |          |
| -------- | ---------------- | ------------------ | -------------- | -------- |
| GA       | Reece Gaines     | Bakersfield Jam    | fine contratto |          |
| C        | Trent Plaisted   | Zara               | fine contratto |          |
| GA       | Tommaso Raspino  | Pall. Pavia        | prestito       |          |
| P        | Valerio Spinelli | Free agent         | fine contratto |          |
| C        | Greg Brunner     | Sutor Montegranaro | fine contratto |          |
| AC       | Goran Jurak      | Free agent         | fine contratto |          |
| AG       | Jonas Jerebko    | Detroit Pistons    | fine contratto |          |
| AG       | James Gist       | Lokomotiv Kuban'   | fine contratto |          |
| AP       | Guido Rosselli   | Veroli Basket      | fine contratto |          |
| C        | Paolo Rotondo    | JesoloSandonà      | prestito       |          |
| A        | Davide Raucci    | CUS Torino         | fine contratto |          |

### Dopo l'inizio della stagione
| Acquisti | Acquisti          | Acquisti        | Acquisti        | Acquisti      |
| R.       | Nome              | da              | Data            | Modalità      |
| -------- | ----------------- | --------------- | --------------- | ------------- |
| G        | Dominique Coleman | Mons-Hainaut    | 1 dicembre 2009 | definitivo    |
| C        | Paolo Rotondo     | JesoloSandonà   | 2009            | fine prestito |
| G        | Guillermo Díaz    | Free agent      | 3 febbraio 2010 | definitivo    |
| G        | Trey Johnson      | Bakersfield Jam | 15 aprile 2010  | definitivo    |

| Cessioni | Cessioni          | Cessioni            | Cessioni        | Cessioni       |
| R.       | Nome              | a                   | Data            | Modalità       |
| -------- | ----------------- | ------------------- | --------------- | -------------- |
| C        | Paolo Rotondo     | Fortitudo Agrigento | 2009            | prestito       |
| AG       | Sven Schultze     | B.C. Ferrara        | 15 gennaio 2010 | rescissione    |
| G        | Dominique Coleman | Maine Red Claws     | 16 gennaio 2010 | fine contratto |

## Risultati

### Regular season

#### Andata
| Data             | Stadio           | Società        | Punteggio |
| 11 ottobre 2009  | PalaMaggiò       | @ Caserta      | 77-68     |
| 18 ottobre 2009  | Palacoop         | Vs Bologna     | 79-66     |
| 25 ottobre 2009  | PalaWhirlpool    | @ Varese       | 78-87     |
| 1º novembre 2009 | Palacoop         | Vs Cremona     | 89-82     |
| 8 novembre 2009  | PalaLottomatica  | @ Roma         | 69-73     |
| 15 novembre 2009 | Palacoop         | Vs Siena       | 72-80     |
| 22 novembre 2009 | PalaPianella     | @ Cantù        | 86-93     |
| 28 novembre 2009 | Palacoop         | Vs Teramo      | 81-89     |
| 6 dicembre 2009  | Palacoop         | Vs Treviso     | 89-83     |
| 13 dicembre 2009 | PalaSavelli      | @ Montegranaro | 88-82     |
| 20 dicembre 2009 | Palacoop         | Vs Pesaro      | 73-76     |
| 3 gennaio 2010   | PalaBarbuto      | @ Napoli       | 54-124    |
| 10 gennaio 2010  | Mediolanum Forum | @ Milano       | 77-74     |
| 17 gennaio 2010  | Palacoop         | Vs Avellino    | 83-79     |
| 24 gennaio 2010  | PalaSegest       | @ Ferrara      | 89-78     |

#### Ritorno
| Data             | Stadio               | Società         | Punteggio |
| 31 gennaio 2010  | Palacoop             | Vs Caserta      | 77-68     |
| 7 febbraio 2010  | Futurshow Station    | @ Bologna       |           |
| 14 febbraio 2010 | Palacoop             | Vs Varese       |           |
| 28 febbraio 2010 | Palasport Mario Radi | @ Cremona       |           |
| 7 marzo 2010     | Palacoop             | Vs Roma         |           |
| 14 marzo 2010    | Palasport Mens Sana  | @ Siena         |           |
| 21 marzo 2010    | Palacoop             | Vs Cantù        |           |
| 28 marzo 2010    | Palascapriano        | @ Teramo        |           |
| 3 aprile 2010    | Palaverde            | @ Treviso       |           |
| 18 aprile 2010   | Palacoop             | Vs Montegranaro |           |
| 25 aprile 2010   | Adriatic Arena       | @ Pesaro        |           |
| 2 maggio 2010    | Palacoop             | Vs Napoli       |           |
| 8 maggio 2010    | Palacoop             | Vs Milano       |           |
| 16 maggio 2010   | PalaDelMauro         | @ Avellino      |           |
| 24 maggio 2010   | Palacoop             | Vs Ferrara      |           |